# Naturschutzgebiet Aue des unteren Sengbachtals

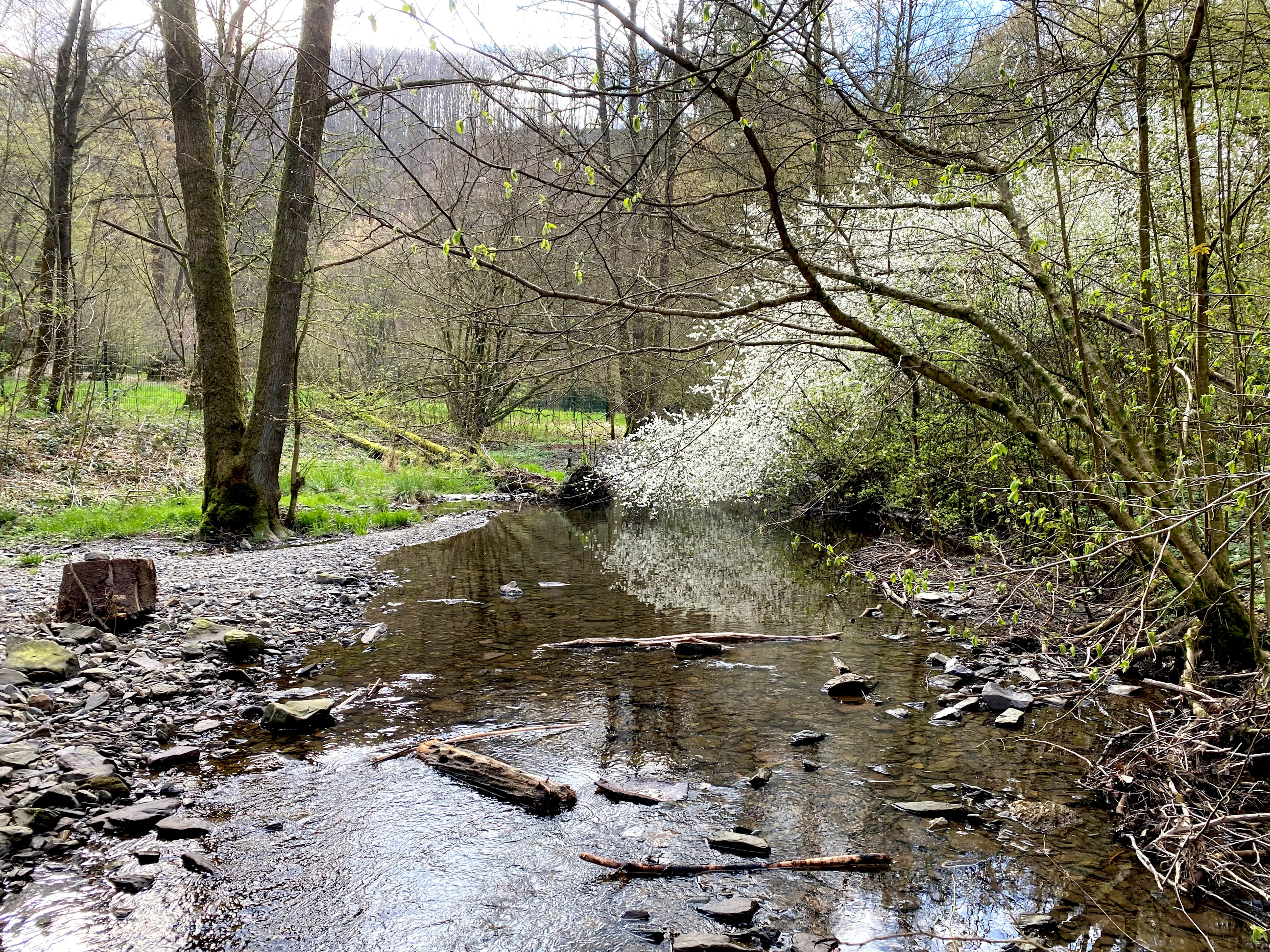
Unterer Sengbach bei Glüder

Das Naturschutzgebiet Aue des unteren Sengbachtals (NSG-Kennung SG-008) mit einer Größe von 6,41 ha liegt im Süden Solinger Stadtgebietes, an der Grenze zu Leichlingen. Das Gebiet wurde 2005 durch die Stadt Solingen als Naturschutzgebiet (NSG) ausgewiesen.

## Gebietsbeschreibung
Das Naturschutzgebiet umfasst den 30 bis 60 m breiten und rund 1400 m langen Abschnitt der Talsohle des Sengbachtales zwischen der Talsperrenstaumauer der Sengbachtalsperre und der Mündung in die Wupper bei Glüder. Gesäumt wird die Talaue von bis zu 60 m hohen Steilhängen. Bedingt durch die Talsperre schwankt die Wasserführung des Sengbaches stark: Trockenfallen des Oberlaufes im Sommer - Hochwasser bei Talsperrenüberlauf. Trotzdem ist das Wasser kaum verschmutzt. Die feuchten Grünland- und Brachflächen, die eine reiche Insektenfauna beherbergen, sind eine wichtige Verbindungsachse zwischen der Wupperaue und den Offenlandbiotopen innerhalb des NSG Oberes Sengbachtal.
Ziel der Naturschutzausweisung ist
- die Erhaltung und Entwicklung eines weitgehend naturnahen Sohlkerbtales mit seiner überregionalen Bedeutung als Lebensraum für zahlreiche Pflanzen- und Tierarten,
- Erhaltung und Verbesserung der Feuchtbiotope der Bachaue und
- Wiederherstellung des durch Ausbaumaßnahmen beeinträchtigen Sengbachs zu einem naturnahen Fließgewässer.

Von den im Naturschutzgebiet gefundenen seltenen oder gefährdeten Tierarten sind hervorzuheben:
Bachforelle (Salmo trutta fario), Blauflügel-Prachtlibelle (Calopteryx virgo), Gelbwürfeliger Dickkopffalter (Carterocephalus palaemon) und die FFH-relevante Groppe (Cottus gobio). Der Landschaftsplan (2005) benennt zusätzlich das Vorkommen folgender Amphibien und Reptilien: Ringelnatter, Blindschleiche, Grasfrosch, Erdkröte, Teichmolch, Bergmolch, Feuersalamander, zudem bei den Insekten Sichelschrecke und Wespenspinne.
Bei den Pflanzenarten sind dies:
Gelbe Schwertlilie (Iris pseudacorus), Kuckucks-Lichtnelke (Lychnis flos-cuculi) und Sumpf-Schafgarbe (Achillea ptarmica).

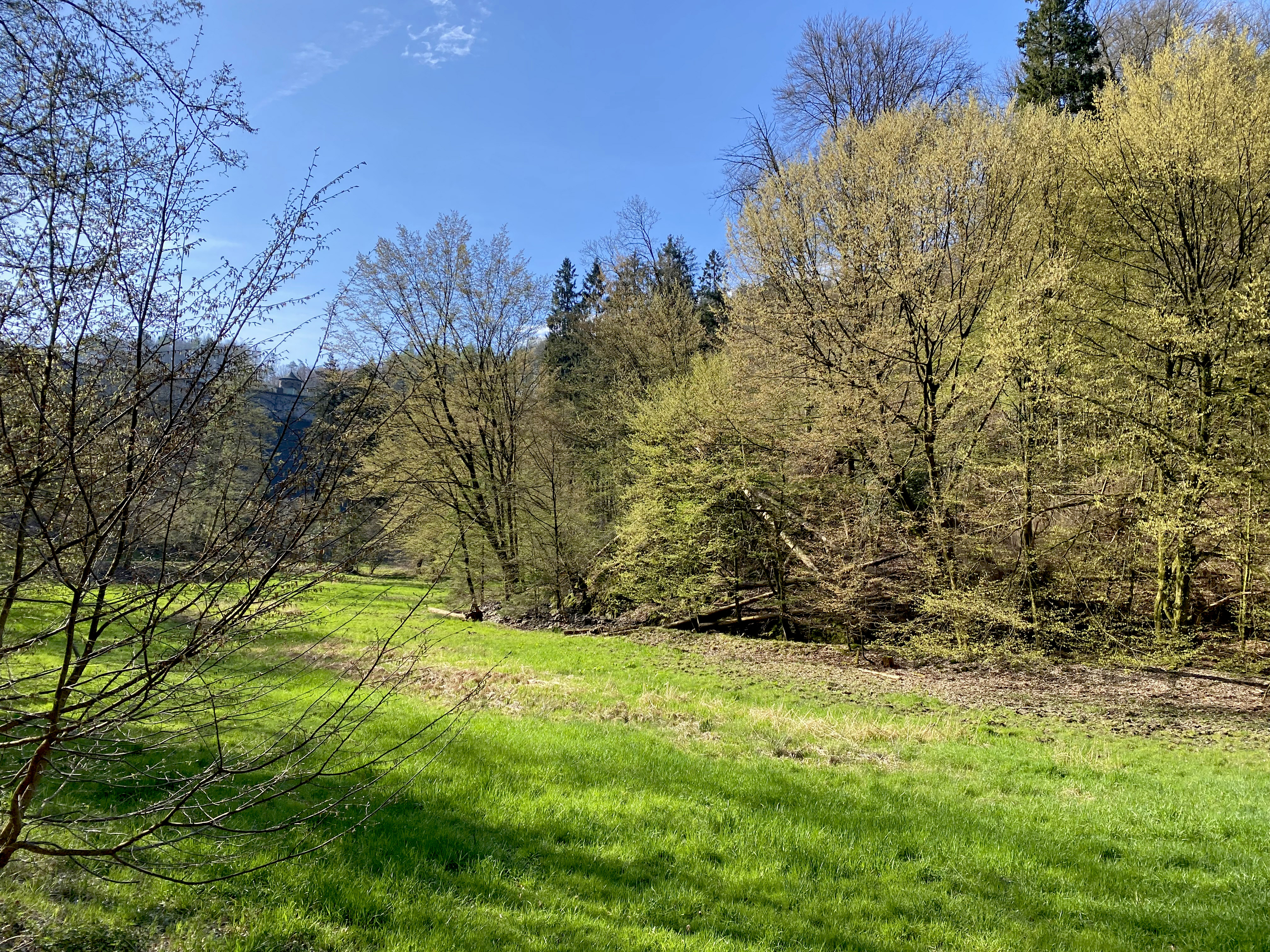
Sengbachtalaue unterhalb der Staumauer
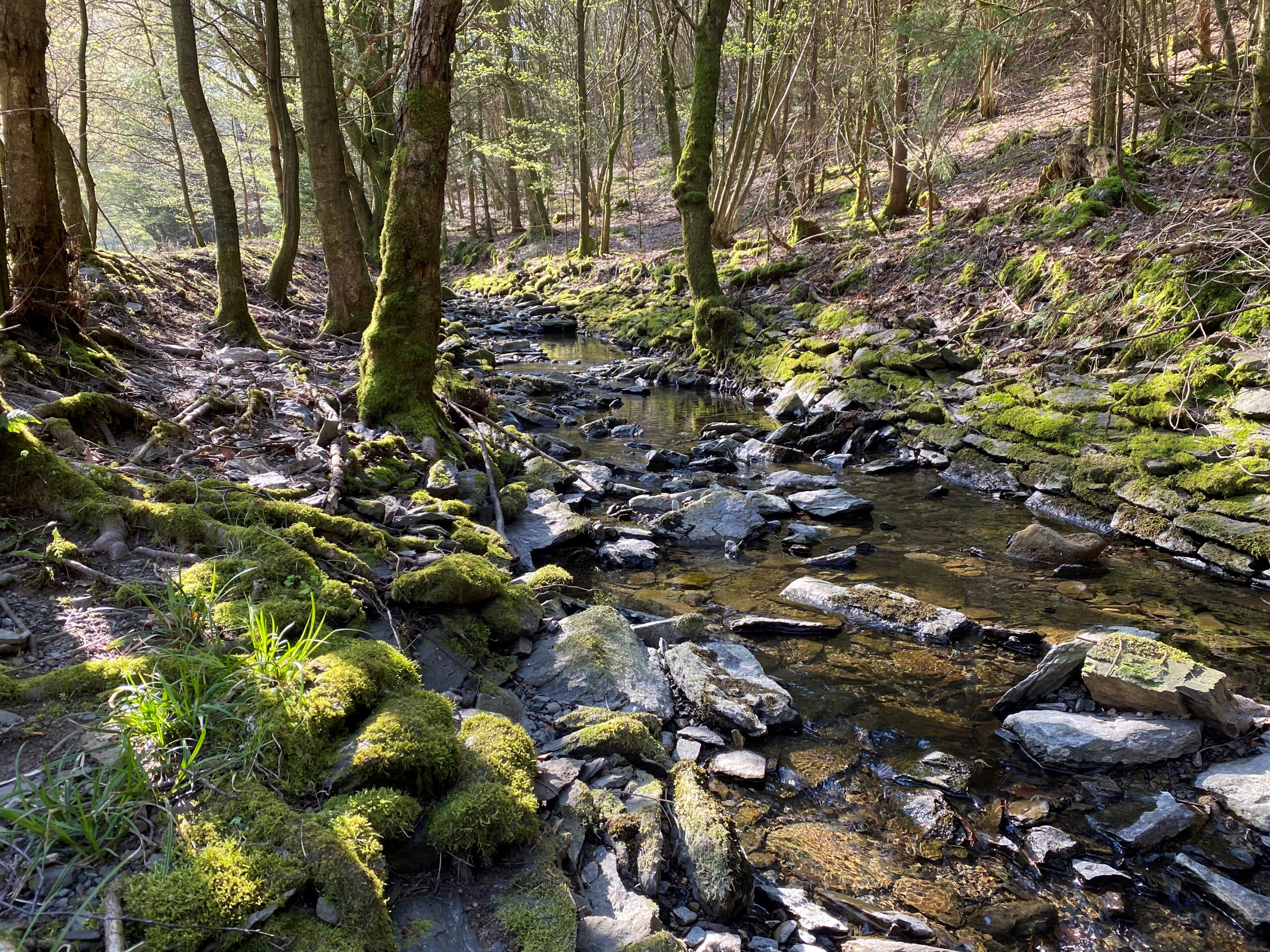
Unterer Sengbach
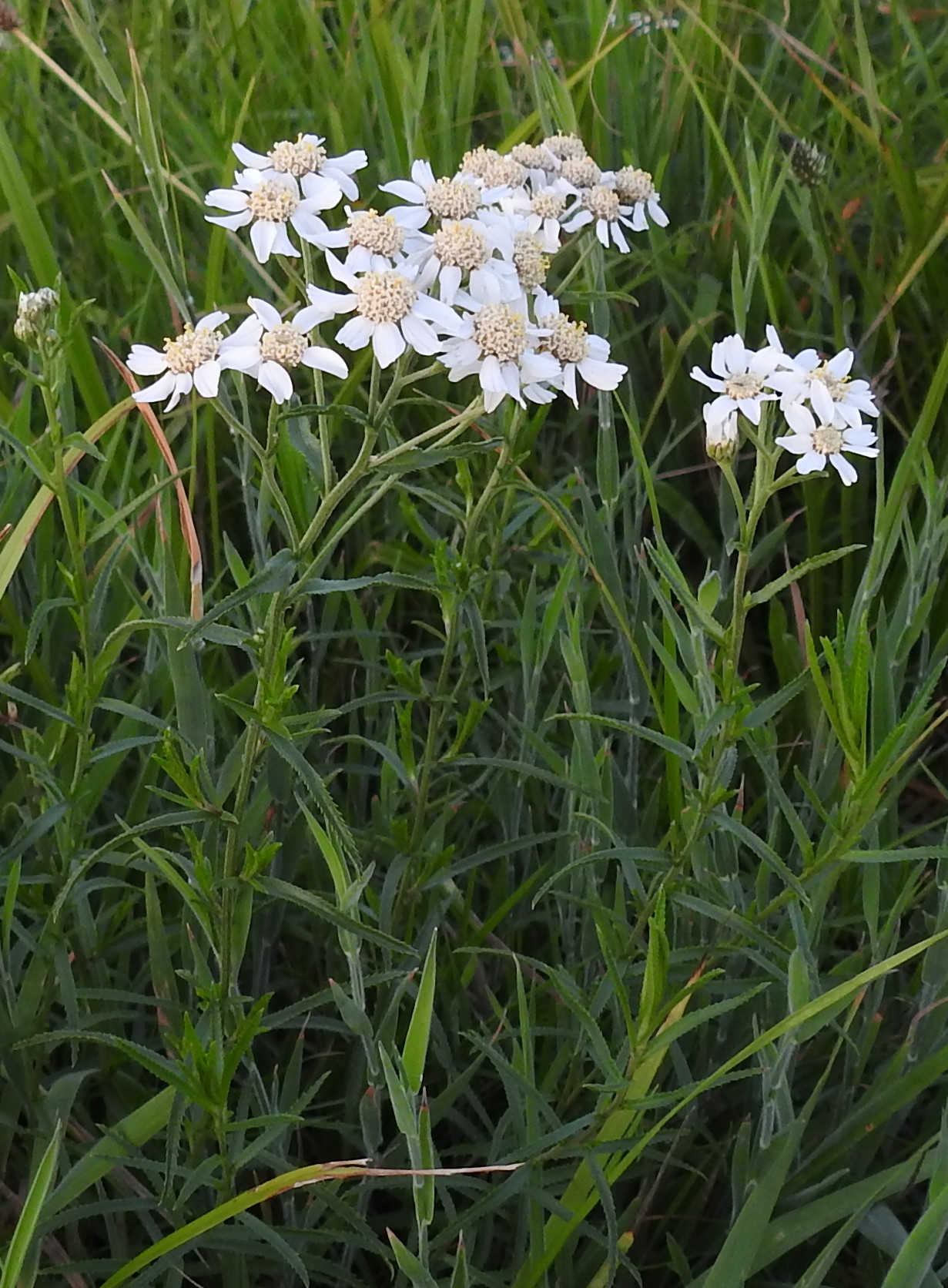
Sumpf-Schafgarbe (Achillea ptarmica)
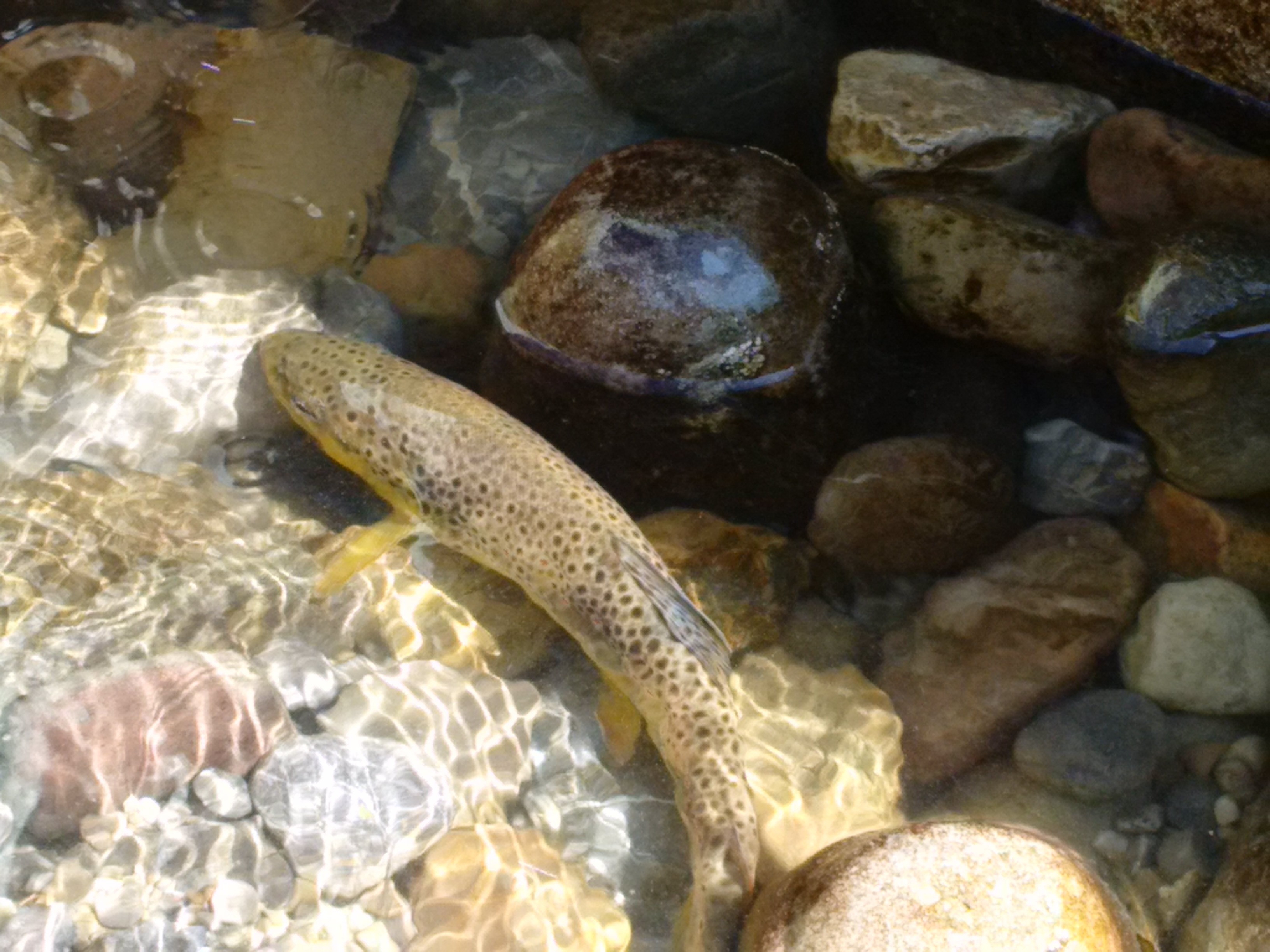
Bachforelle (Salmo trutta fario) in einer Fischtreppe
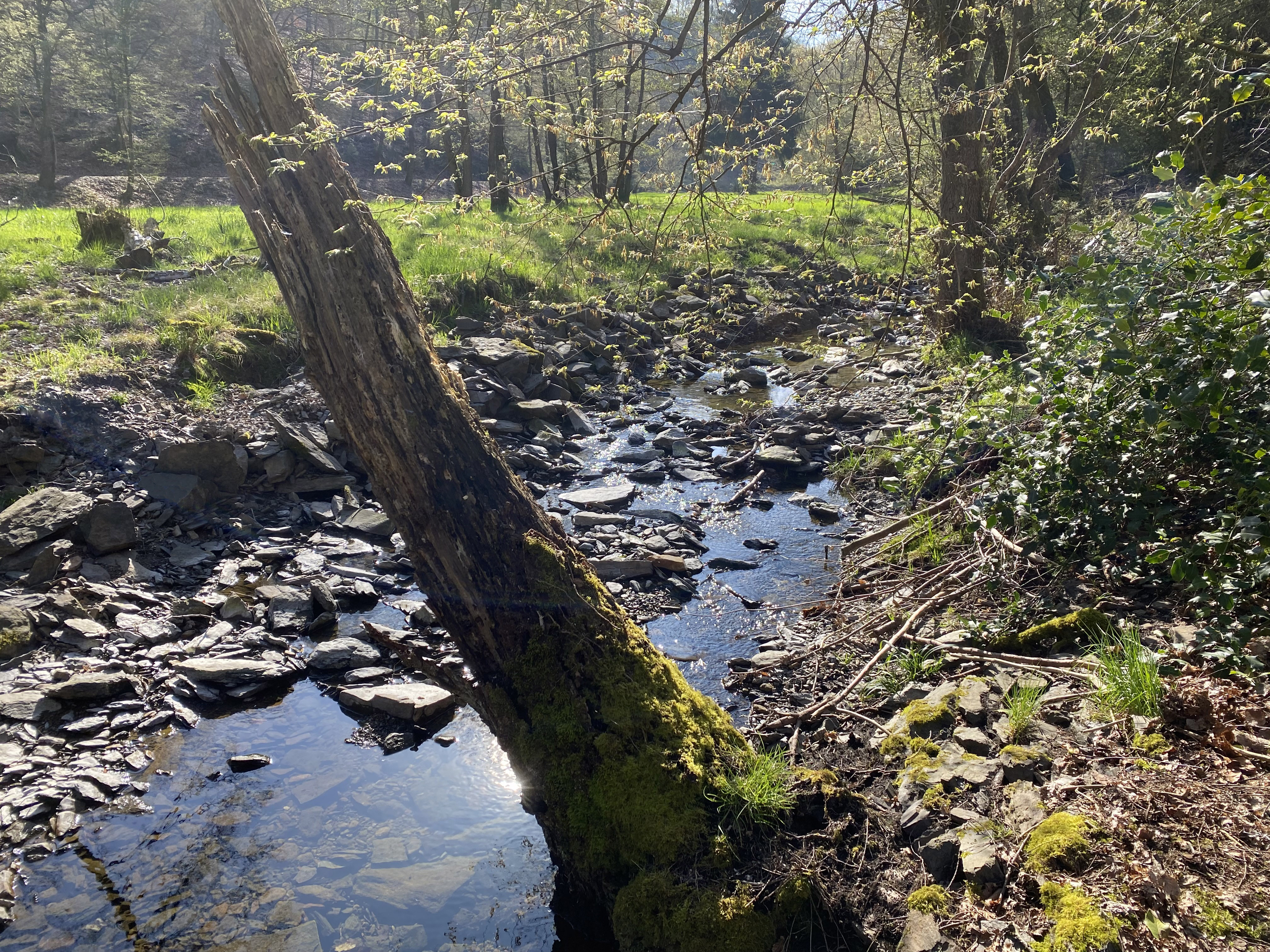
Aue des unteren Sengbachtals
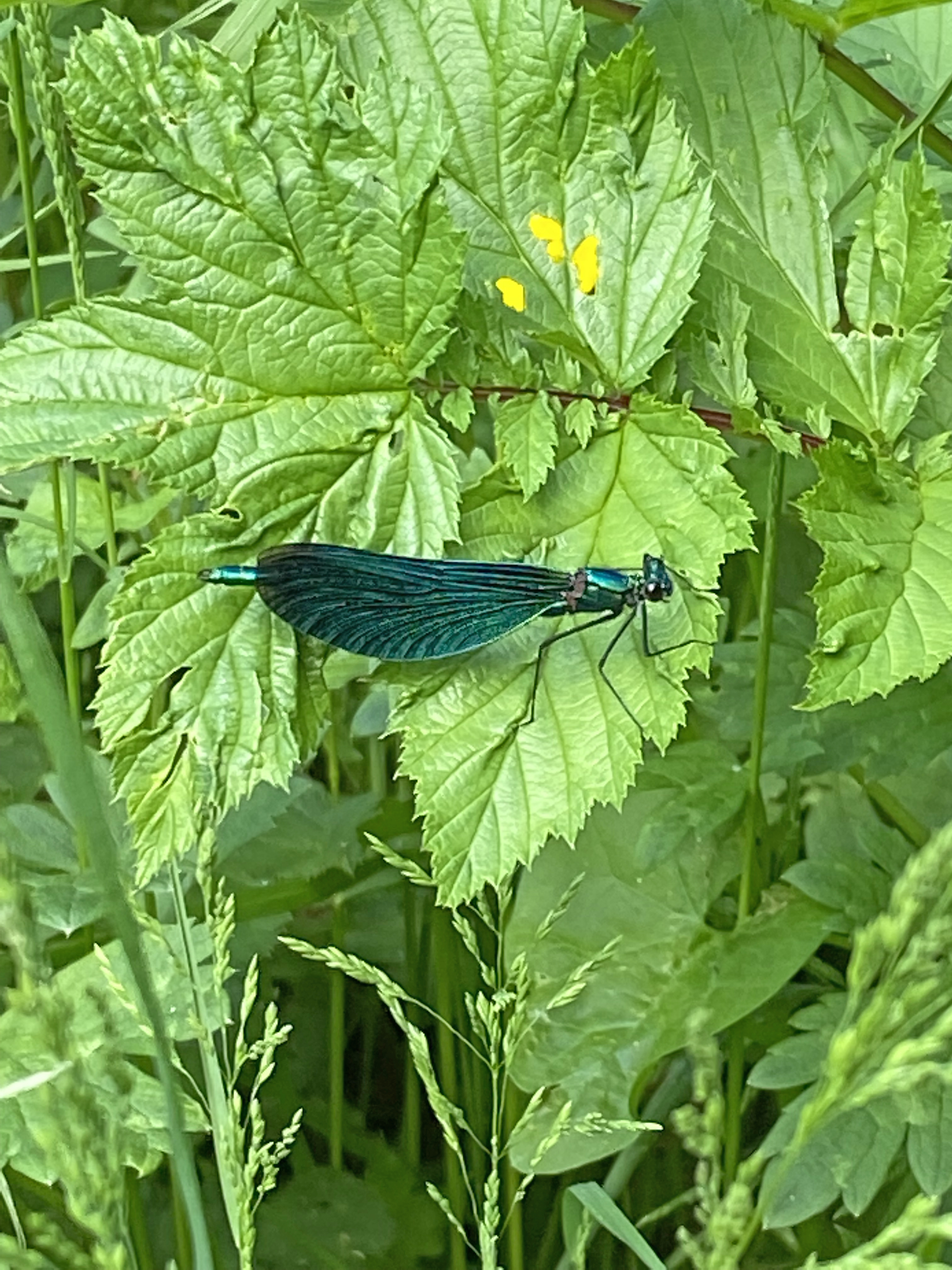
Blauflügel-Prachtlibelle (Calopteryx virgo)
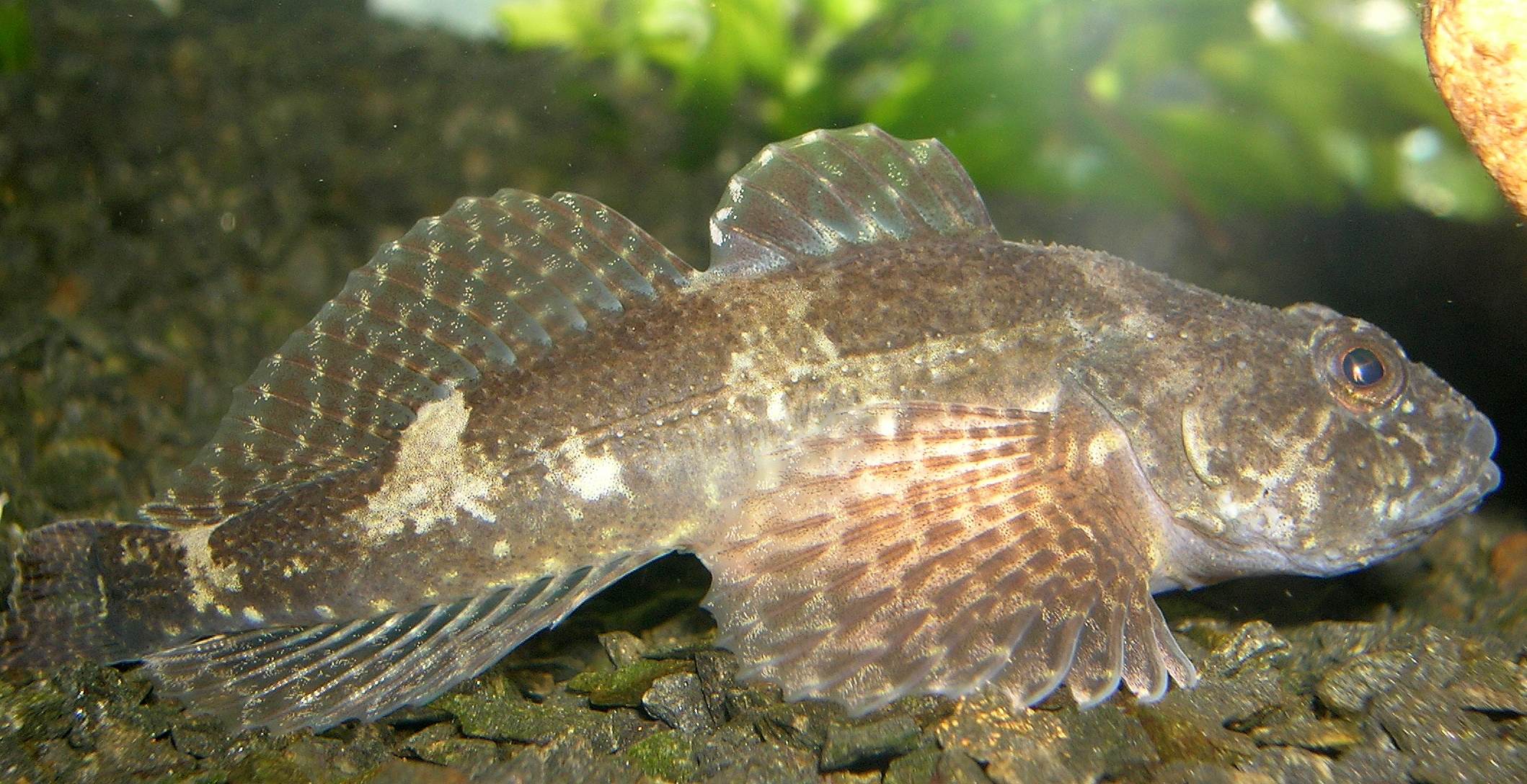
Groppe (Cottus gobio)
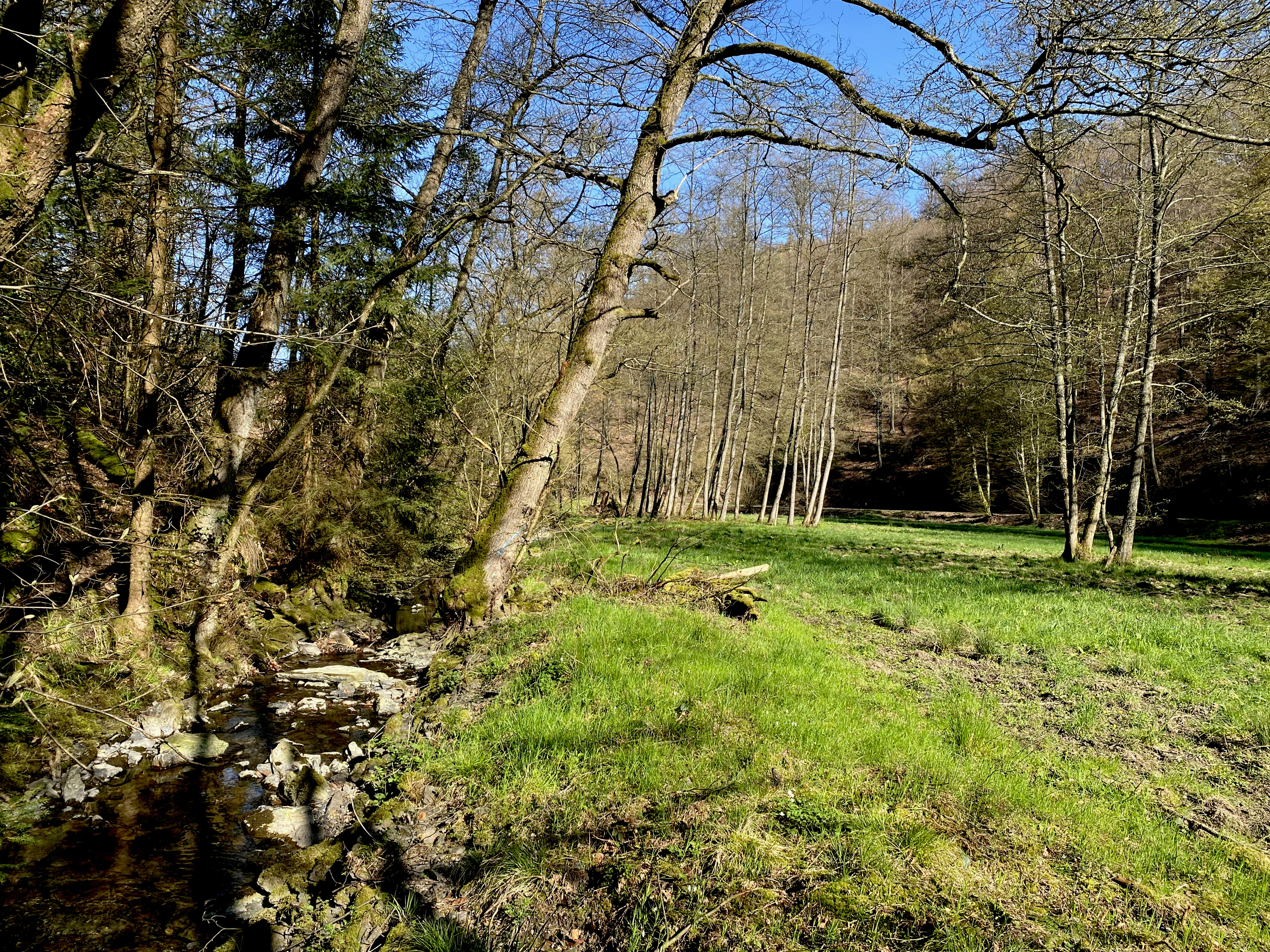
Aue des unteren Sengbachtals
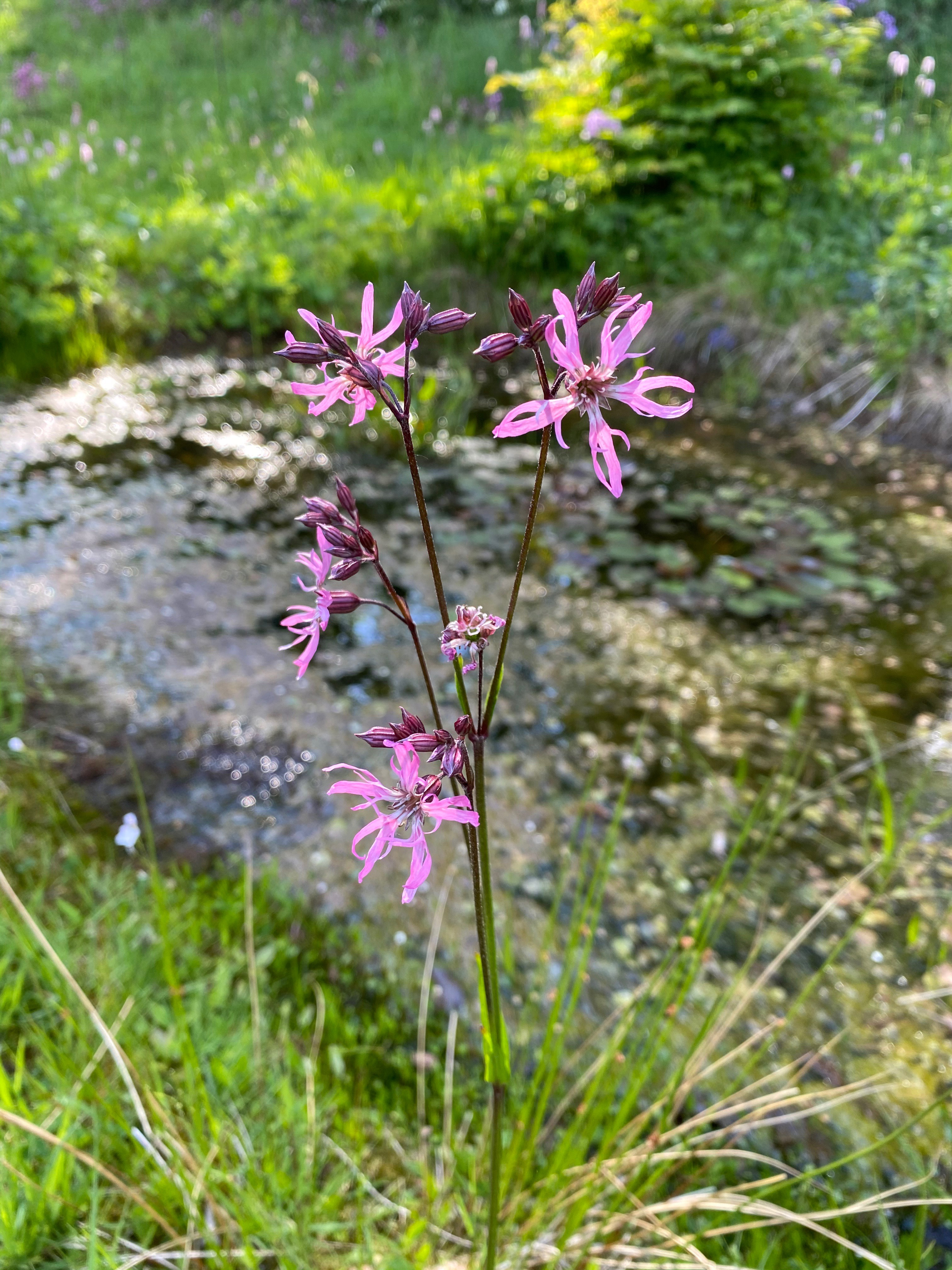
Kuckucks-Lichtnelke (Lychnis flos-cuculi)
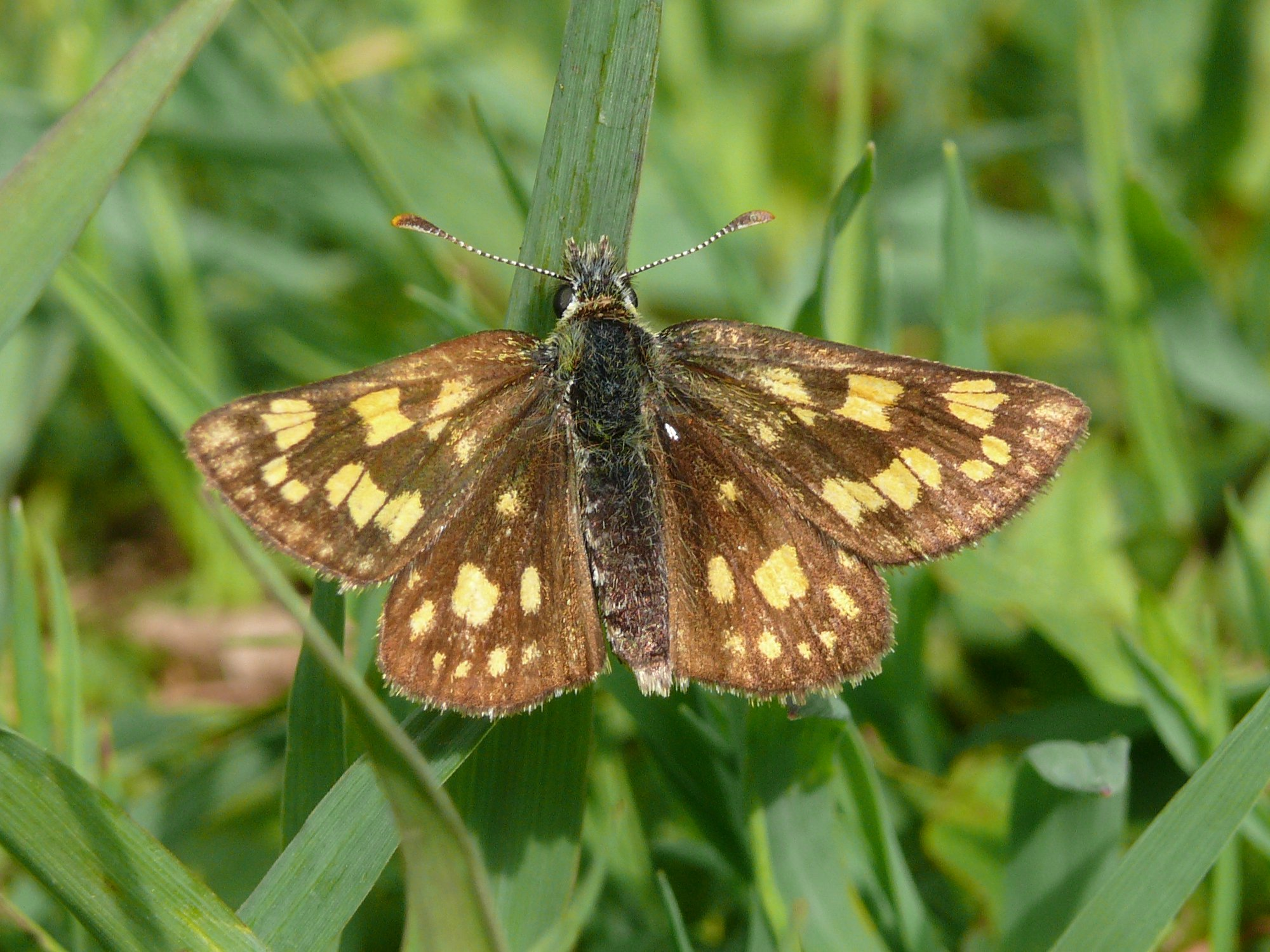
Gelbwürfeliger Dickkopffalter (Carterocephalus palaemon)
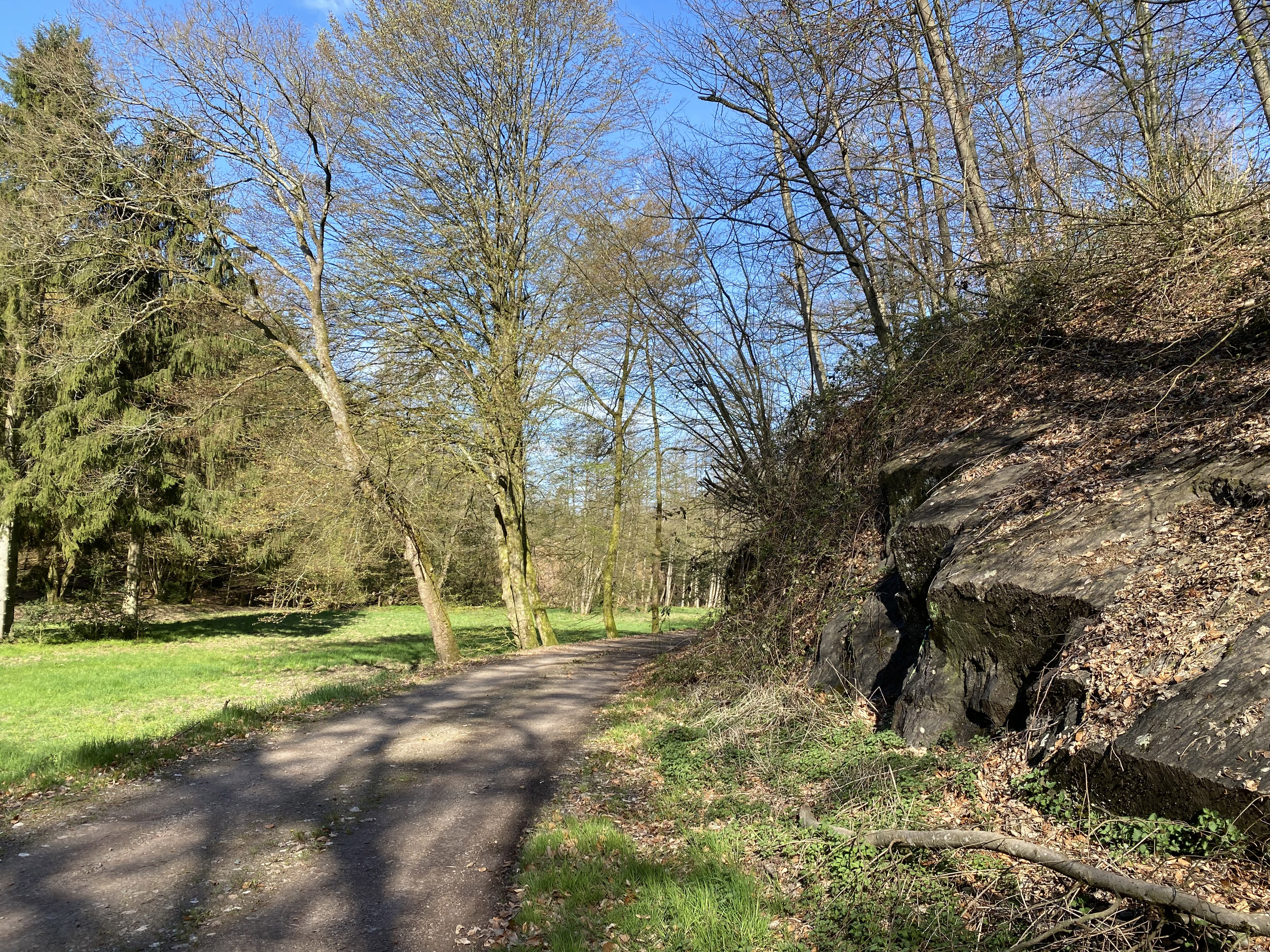
Felsformationen am Talrand
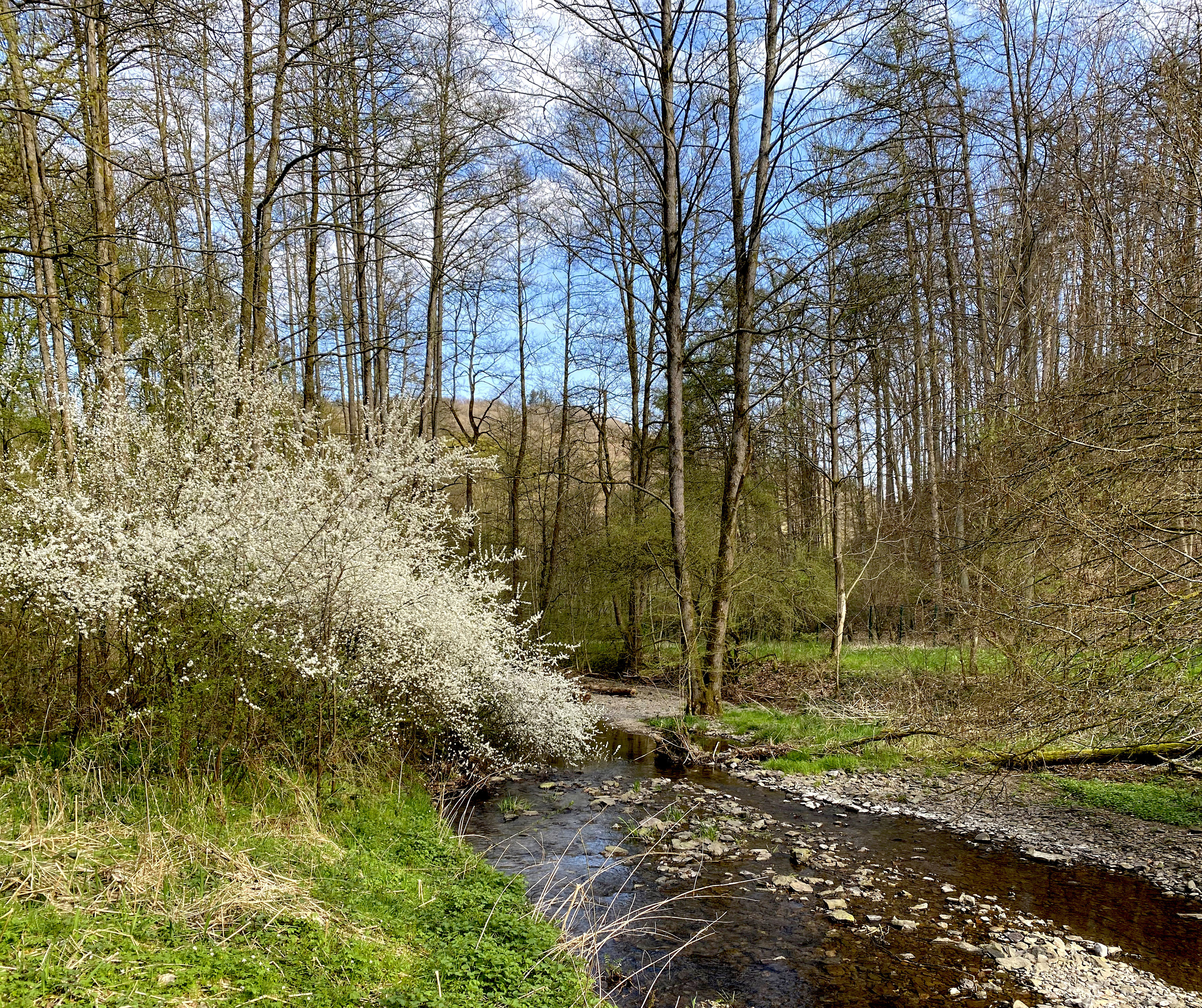
Blühender Schlehdorn am unteren Sengbach